# Flughafen Coimbatore

i8
i11
i13
Der ca. 404 m hoch gelegene Flughafen Coimbatore (englisch Coimbatore Airport) ist ein internationaler Flughafen ca. 11 km (Fahrtstrecke) östlich der Millionenstadt Coimbatore im Westen des südindischen Bundesstaats Tamil Nadu.

## Geschichte
Ein für zivile Flüge genutztes Flugfeld existiert schon seit den 1940er Jahren. In den 1980er Jahren wurde die Start- und Landebahn verlängert. Seit Mitte der 1990er Jahre gibt es auch internationale Flüge.

## Verbindungen
Der Flughafen Coimbatore wird von mehreren indischen Fluggesellschaften angeflogen. Es gibt Flüge zu zahlreichen nationalen (darunter Chennai, Mumbai, Bengaluru, Delhi, Hyderabad u. a.) wie auch zu internationalen Zielen (z. B. Sharjah und Colombo).

## Zwischenfälle
- Am 13. Dezember 1950 wurde eine Douglas DC-3/C-47B-5-DK der Air India (Luftfahrzeugkennzeichen VT-CFK) vom Flughafen Bombay kommend aufgrund eines Navigationsfehlers bei Kotagiri in hügeliges Gelände geflogen, 47 Kilometer nordnordwestlich des Zielflughafens Coimbatore. Alle 21 Personen an Bord, vier Besatzungsmitglieder und 17 Passagiere, wurden durch diesen CFIT (Controlled flight into terrain) getötet.[4]

## Sonstiges
- Der Flughafen verfügt über eine Start-/Landebahn von 2990 m Länge und ist mit ILS ausgestattet.
- Betreiber ist die Bundesbehörde Airports Authority of India.